# Asparuchowo
Asparuchowo (bułg. Aспарухово) – wieś w Bułgarii, w obwodzie Burgas, w gminie Karnobat. W 2023 roku liczyła 139 mieszkańców.